# Дзвінкий язиково-губний фрикативний
Дзвінкий язиково-губний фрикативний — приголосний, що існує в кількох мовах. У Міжнародному фонетичному алфавіті записується як ⟨ð̼⟩ або ⟨β̺⟩.

## Особливості
- Спосіб творення — фрикативний, тобто один артикулятор наближається до іншого, утворюючи вузьку щілину, що спричиняє турбулентність.
- Місце творення — язиково-губне, тобто він артикулюється язиком проти губи.
- Тип фонації — дзвінка, тобто голосові зв'язки вібрують від час вимови.
- Це ротовий приголосний, тобто повітря виходить крізь рот.

- Механізм передачі повітря — егресивний легеневий, тобто під час артикуляції повітря виштовхується крізь голосовий тракт з легенів, а не з гортані, чи з рота.

## Поширеність
| Мови             | Мови | Слово  | МФА        | Значення | Примітки |
| ---------------- | ---- | ------ | ---------- | -------- | -------- |
| Тангоа           |      | [ð̼atu] | 'камінь'   |          |          |
| Аракі [джерело?] | v̈ev̈e | [ð̼eð̼e] | 'панданус' |          |          |
| Біг-намбас       |      | [ið̼a]  | 'чотири'   |          |          |